# نيجمة فلفيتشية
نيجمة فلفيتشية (الاسم العلمي:Geastrum welwitschii) هي نوع من الفطريات تتبع جنس النيجمة من الفصيلة النيجمية.